# Schnüffelventil
Ein Schnüffelventil ist ein Ventil, das sich bei Unterdruck öffnet und Luft durchtreten lässt, bis der Unterdruck verschwindet. Es hat verschiedene Anwendungen in den Bereichen Automobil, Pumpen, Turbinen und Sanitär.

## Automobiltechnik
Im Automobilbereich ist ein Schnüffelventil eine bis zum Anfang des 20. Jahrhunderts gebräuchliche Form der Ventilsteuerung bei Viertaktmotoren. Dabei wird das Einlassventil nicht mechanisch, etwa über eine Nockenwelle, bewegt, sondern es öffnet sich durch den Unterdruck, der beim Ansaugtakt im Zylinder entsteht. Am Ende des Ansaugtakts wird es durch eine Feder wieder geschlossen.
Der Nachteil gegenüber mechanisch betätigten Ventilen ist zum einen ein Druckverlust, da die einströmende Luft das Ventil ständig gegen die Federkraft offen halten muss. Zum anderen ist das Schnüffelventil für moderne Motoren nicht genügend drehzahlfest. Damit sich das Ventil genügend öffnet, müsste die Feder relativ schwach sein, aber dann kann sie das Ventil bei höherer Drehzahl nicht schnell genug schließen.
Bei membrangesteuerten Zweitaktmotoren kommt als Sonderform ein Flatterventil zum Einsatz, bei dem eine elastische Membran (oft Stahl) gleichzeitig Feder und Ventilkörper bildet. Im Unterschied zum Viertaktmotor muss das Ventil hier nicht den vollen Verdichtungsdruck aushalten.
Als Schnüffelventil wird auch das Elastomer-Membranventil der Kurbelgehäuseentlüftung im Öleinfüllstutzen bezeichnet; dieses Bauteil wurde bei verschiedenen Citroën-, Peugeot- und Renault-Modellen eingebaut, darunter auch beim Citroën 2CV („Ente“).

## Kolbenpumpe
Abseits der Automobiltechnik werden Schnüffelventile auch an Kolben-Wasserpumpen, aber auch an kolbenlosen Pumpen (z. B. beim Hydraulischen Widder) eingesetzt. Bei jedem Hub wird durch das Schnüffelventil eine kleine Menge Luft mit angesaugt. Es dient so zur Haltung des Luftpolsters im angeschlossenen Druckkessel (Windkessel, Hydrophore). Dieser ermöglicht es einer diskontinuierlichen Pumpe, einen relativ kontinuierlichen Massenstrom zu fördern. 

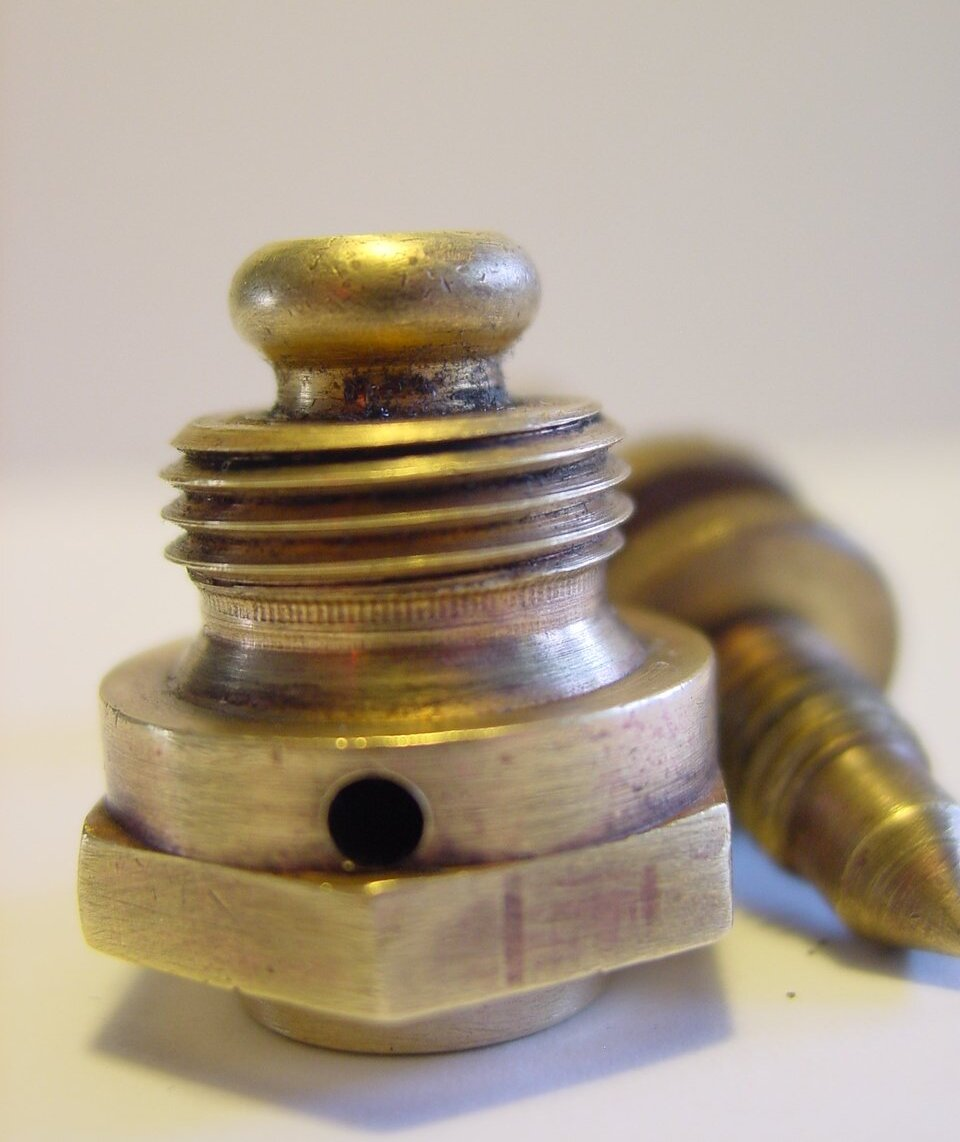
Schnüffelventil einer Kolbenpumpe Löwe Wasserknecht WL 1500

## Turbine
Bei Durchströmturbinen zur Erzeugung von Strom aus Wasserkraft werden sie eingesetzt, um den Wasserpegel unterhalb des Rotors konstant zu halten, damit dieser nicht im Wasser watet und dadurch gebremst würde.

## Sanitär
Ebenfalls eingesetzt werden Schnüffelventile im Sanitärbereich, beispielsweise wenn eine Waschmaschine und ein normales Waschbecken dieselbe Abwasserleitung nutzen. Das Schnüffelventil wird nach dem Siphon am Waschbecken eingebaut und verhindert, dass die abgepumpte Lauge der Waschmaschine das Wasser aus dem Geruchsverschluss mitreißt.

## Trivia
Der durch eine Szene in dem Film Werner – Beinhart! bekannt gewordene Ausdruck „Schnüffelstück“ bezieht sich dem Verlauf des Dialogs zufolge nicht auf ein Ventil im Sinne dieses Artikels, sondern auf ein automatisches Entlüftungsventil.